# Arraias
Arraias é um município do interior do estado do Tocantins, região Norte do Brasil, localizado na região geográfica intermediária de Gurupi e na região imediata de Dianópolis, a uma distância de 413 km da capital, Palmas.
Segundo o Censo 2022, a população é constituída de 10 287 pessoas, sendo o 27º município mais populoso do estado e o 3 007º do Brasil. Os principais setores econômicos são o industrial e o de serviços. O PIB em 2021 foi de R$ 223 310 mil.
Conhecida como "Cidade das Colinas", o município de Arraias ocupa uma área de 5 803 km² e está a uma altitude de 722 metros, sendo a segunda cidade mais alta do Norte do país.

## História

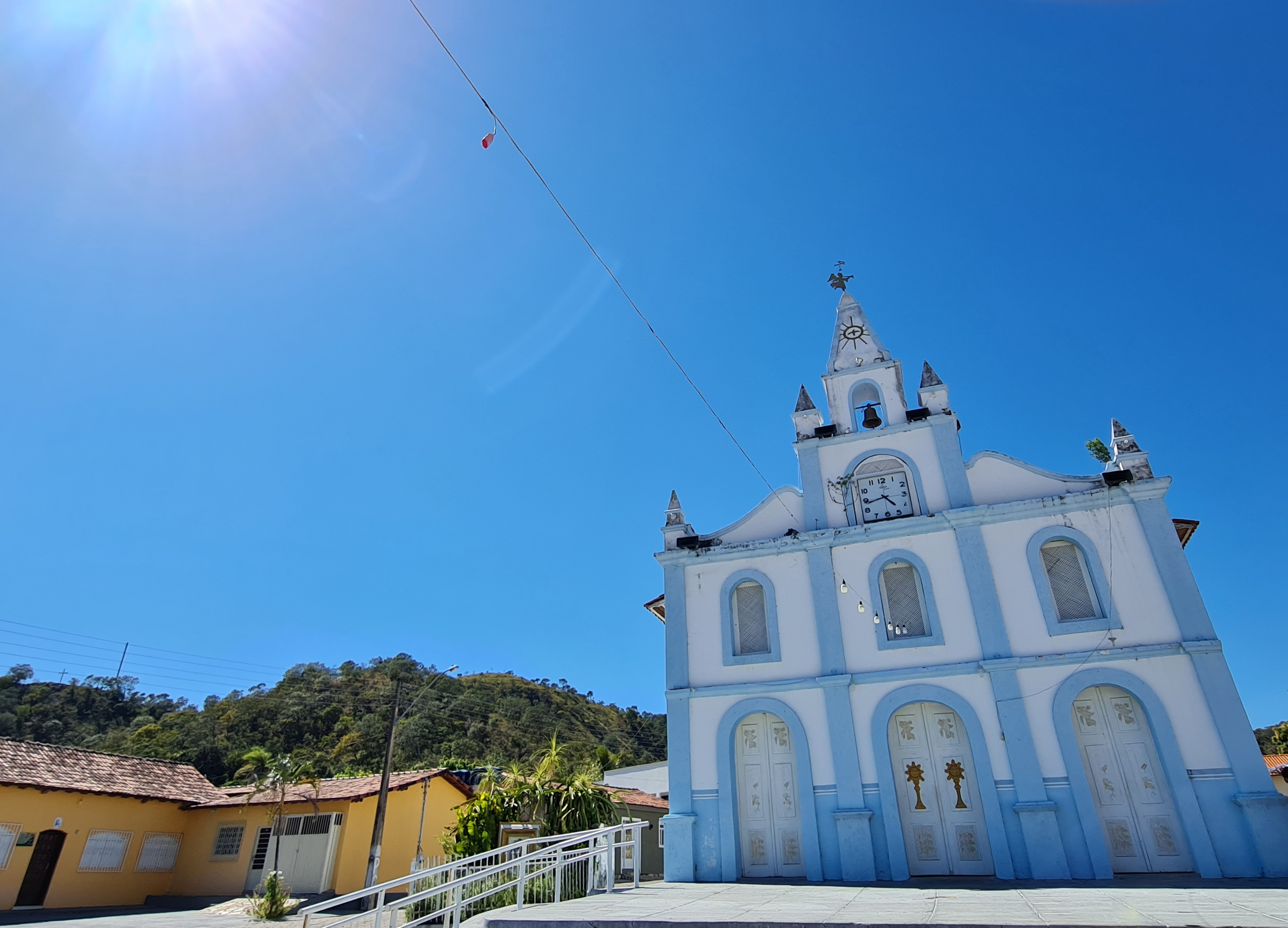
Paróquia Nossa Senhora dos Remédios

O início da povoação que originou o município de Arraias aconteceu no século XVIII durante o Ciclo do Ouro, quando um grande número de escravos provenientes de quilombos destruídos em São Paulo e da Bahia chegaram para se refugiarem. O local passou a ser conhecido como arraial da Chapada dos Negros.
A mineração passou a ser praticada na região e a riqueza extraída pelos garimpeiros chamou a atenção das autoridades da época. Em 1740, D. Luís de Mascarenhas, o governador da capitania de São Paulo, foi pessoalmente ao arraial e tomou posse dos veios auríferos.
O arraial foi então transferido para outro local próximo, distante cerca de três quilômetros de onde hoje se encontra a cidade. Isso aconteceu com apoio do capitão Felipe Antônio Cardoso, filho de Arraias, de Domingos Pires e dos escravos. O novo povoado foi fundado com traçados das ruas definidos e denominado arraial de Nossa Senhora dos Remédios de Arraias.

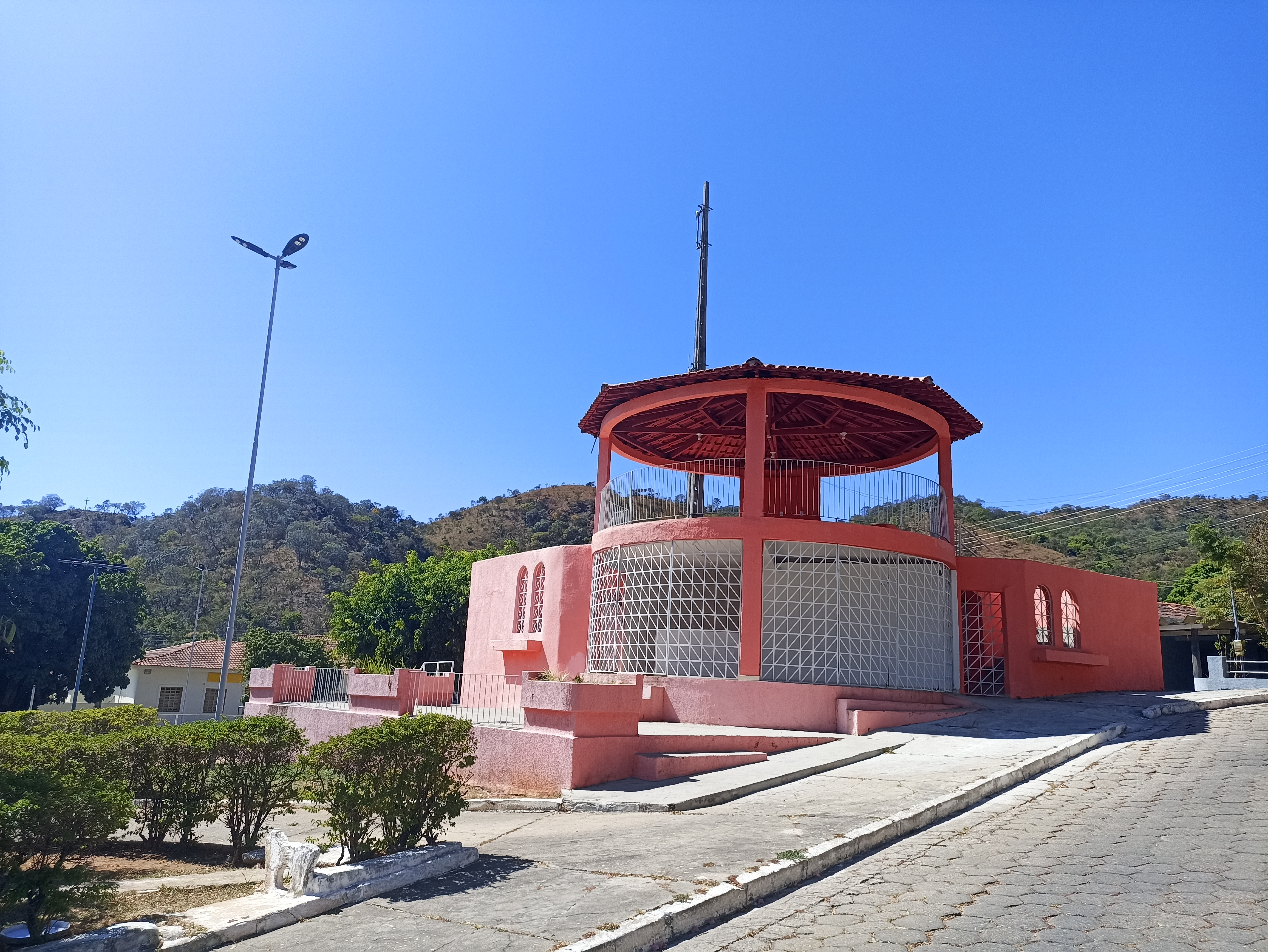
Coreto de Arraias

Ainda no século XVIII, procurando resguardar a arrecadação na Capitania de Goiás, a Coroa de Portugal instalou postos de fiscalização e arrecadação de tributos sobre transporte de animais entre as capitanias. O posto instalado no arraial foi denominado Contagem de Arraias, nome mencionado em 1812 pelo Padre Luís Antônio da Silva e Sousa.
Em 16 de agosto de 1807, o arraial de Nossa Senhora dos Remédios de Arraias foi elevado à condição de julgado, um termo usado no Brasil colonial e imperial para se referir a uma unidade administrativa subordinada a uma comarca, geralmente administrada por um juiz. A localidade passou a integrar Comarca do Norte, chamada de Comarca de São João das duas Barras, em 18 de março de 1809.
O arraial foi elevada à categoria de vila em 1.º de abril de 1833, status removido no início do século XIX, quando passou a pertencer a Cavalcante e, posteriormente, a Monte Alegre de Goiás. Em 31 de julho de 1861, voltou à condição de vila.
Em 1.º de agosto de 1914, Arraias foi elevada à categoria de cidade. Sua instalação aconteceu no dia 19 de setembro do mesmo ano.

## Geografia

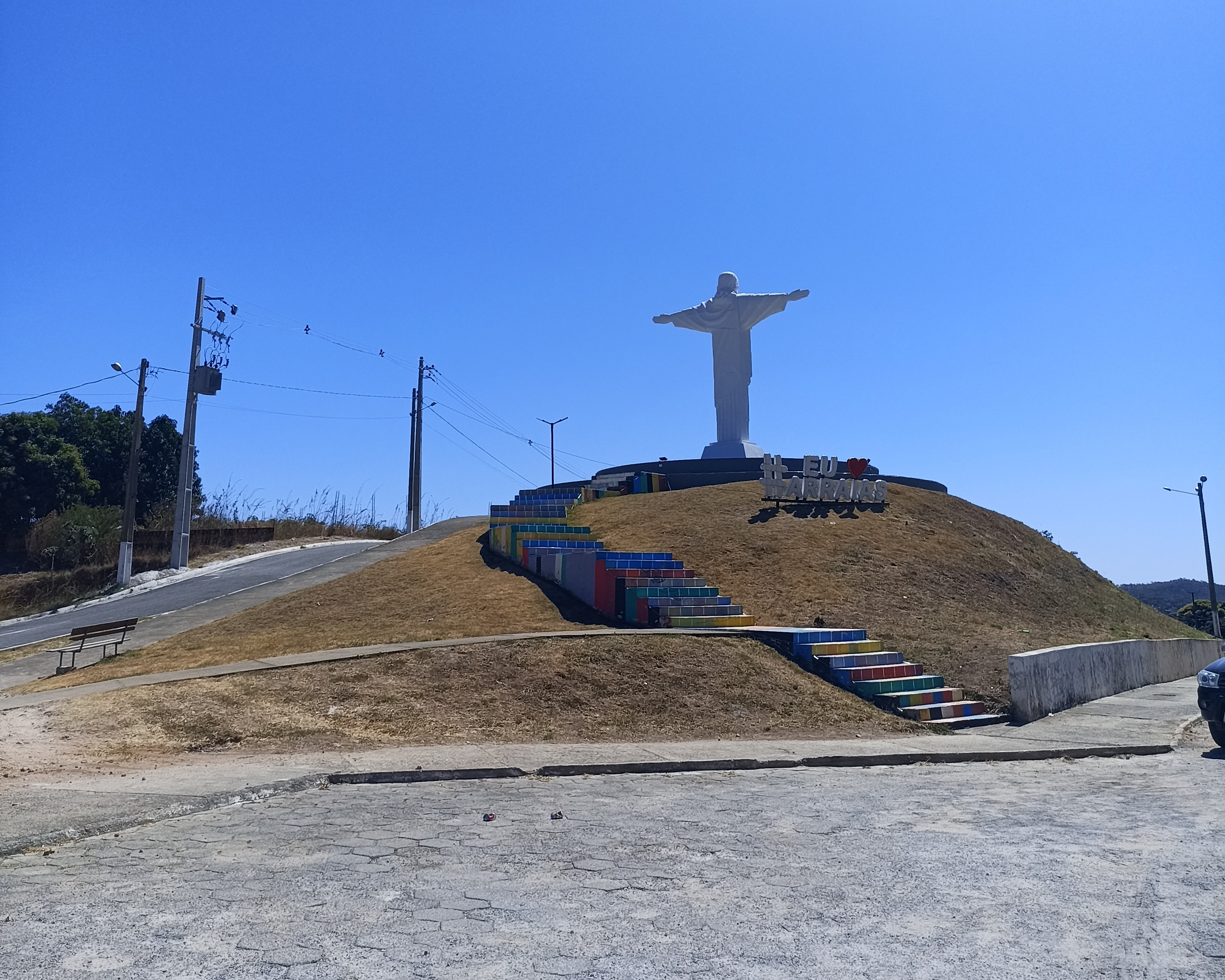
Cristo Redentor de Arraias

Arraias é um município do interior do estado do Tocantins, região Norte do Brasil, com sede localizada nas coordenadas 12° 56' 04" S 46° 56' 46" O, na região geográfica intermediária de Gurupi e na região imediata de Dianópolis.
Na divisão de planejamento do estado, situa-se na região Sudeste, macrorregião Sul, a uma distância de 413 km da capital, Palmas. Limita-se com os municípios tocantinenses de Taipas do Tocantins, Conceição do Tocantins, Ponte Alta do Bom Jesus, Novo Alegre, Taguatinga, Aurora do Tocantins e Combinado, bem como com o estado de Goiás ao Sul. O bioma predominante é o cerrado.

### Território e relevo

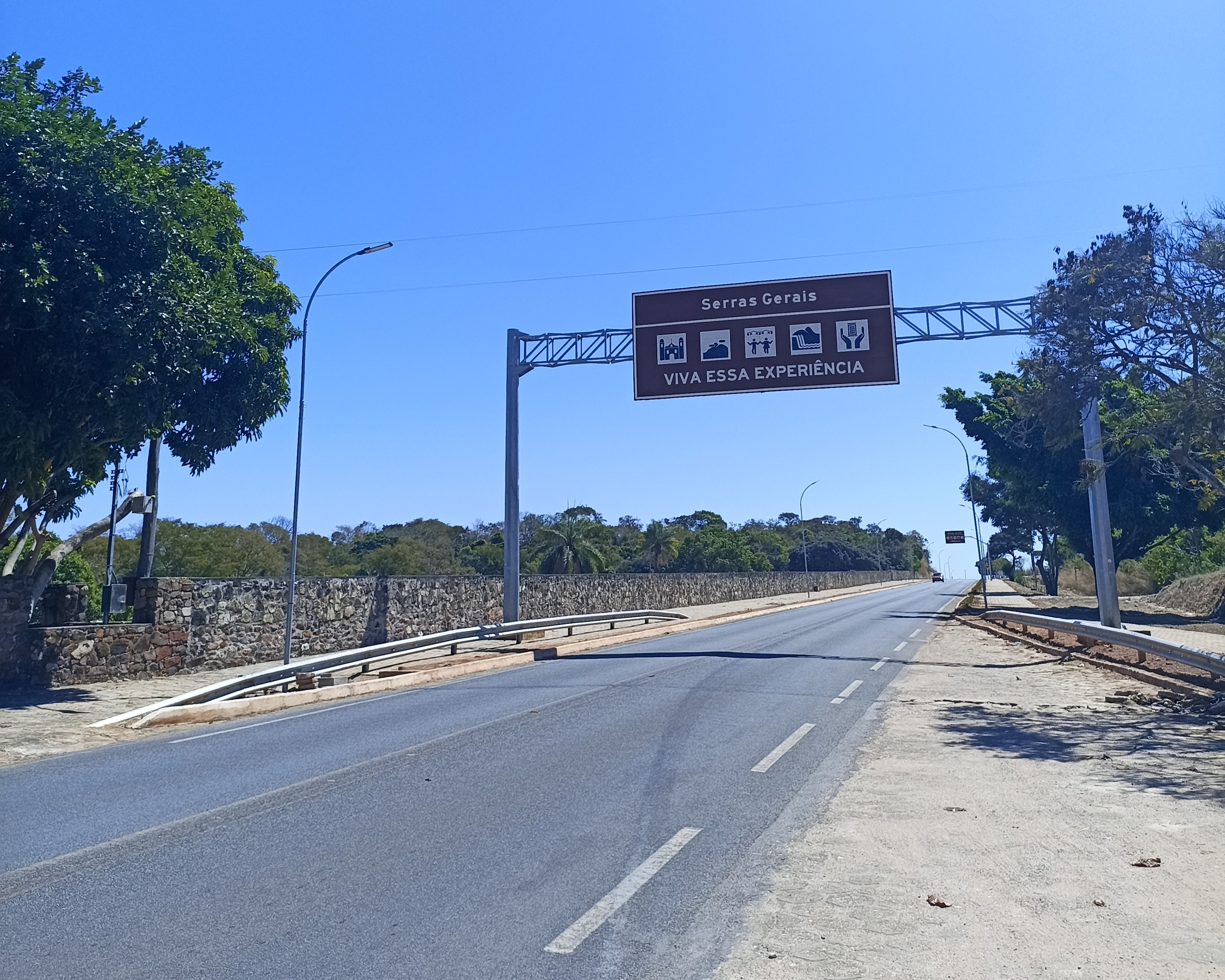
Entrada da cidade

O território de Arraias ocupa uma área de 5 803 km², com 2,66 km² urbanizados. É o 9º maior município do Tocantins e o 256º maior do país em extensão territorial.
Conhecida como "Cidade das Colinas", por estar em uma região com esse tipo de formação, a sede de Arraias fica a uma altitude média de 722 metros. Isso faz com que seja a cidade alta do Tocantins e a segunda mais alta do Norte do país, sendo superada apenas por Pacaraima (RR). A altitude elevada também torna as noites do município mais amenas nos meses de junho e julho.

### População
A população de Arraias é de 10 287 pessoas, segundo o o Censo 2022, o que posiciona o município como o 27º mais populoso do estado e o 3 007º mais populoso do Brasil. A estimativa populacional para 2024 foi de 10 522 pessoas.
A densidade demográfica em 2022 ano foi calculada em 1,77 habitantes por quilômetro quadrado, o que faz com que o município seja o 110º mais povoado do Tocantins e o 5 378º do Brasil.

## Estrutura administrativa

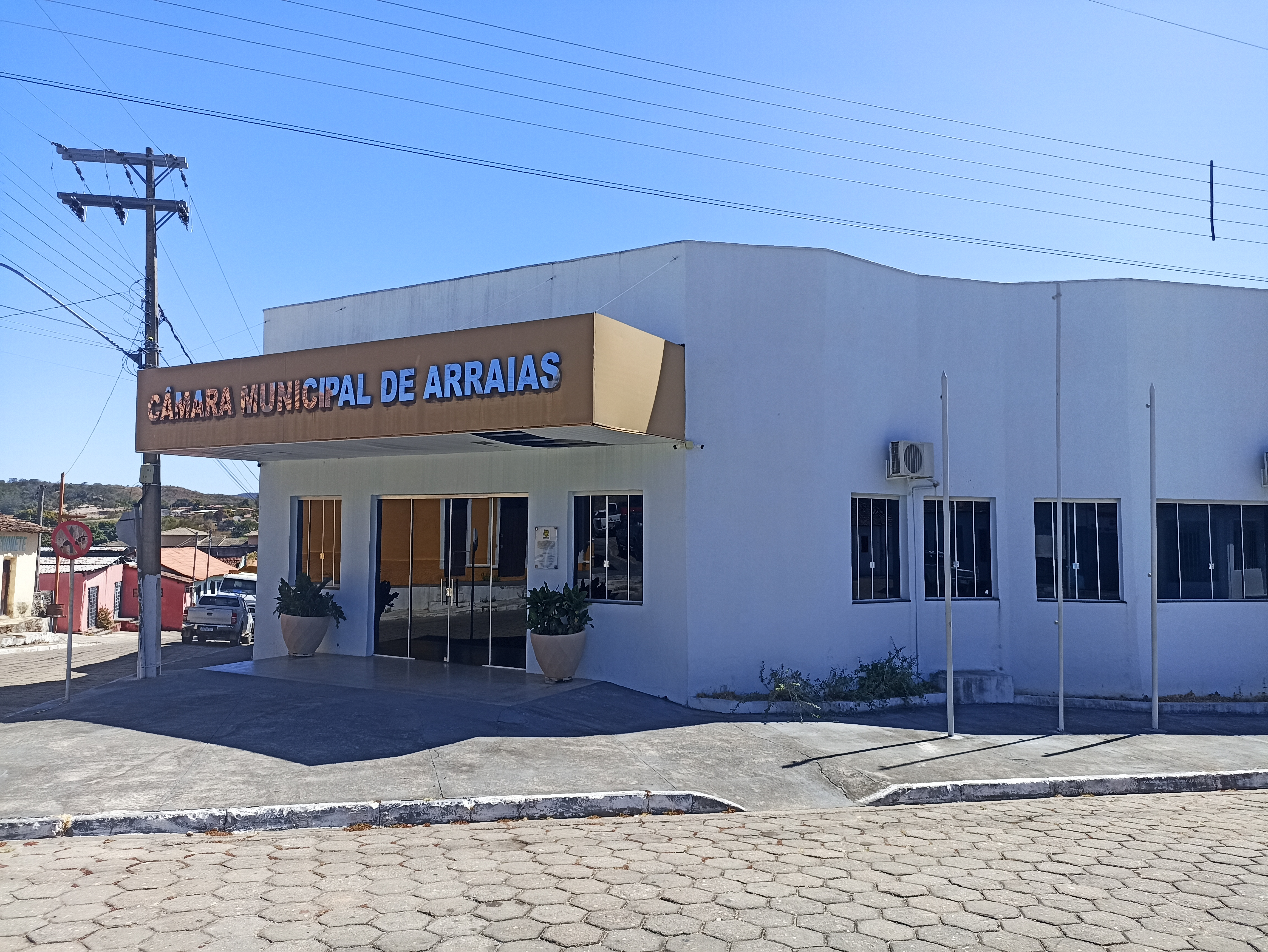
Câmara Municipal de Arraias

A estrutura administrativa de Arraias, assim como a dos demais municípios brasileiros, é definida pela Constituição de 1988, composta pelo Poder Executivo, chefiado pelo prefeito; e pelo Poder Legislativo, exercido pela Câmara Municipal, representada pelos vereadores. Todos os representantes são eleitos pelo povo para mandato de quatro anos, mediante pleito direto e simultâneo realizado em todo o país.

### Poder Executivo
O Poder Executivo é responsável pela administração direta do município, implementação de políticas públicas, execução do orçamento e prestação de serviços essenciais à comunidade. Essas competências são exercidas desde 1 de janeiro de 2021 pelo prefeito Herman Gomes de Almeida, do partido Republicanos, eleito em 2020 e reeleito em 2024 para administrar o município até 31 de dezembro de 2028. A vice-prefeita é Ana Lima, do MDB.

### Poder Legislativo
O Poder Legislativo tem a função de elaborar leis municipais, fiscalizar as ações do Executivo, aprovar o orçamento e representar os interesses da sociedade. Em Arraias, as responsabilidades são delegadas a nove vereadores, sob a presidência de Josimar Rodrigues Beltrão, do Solidariedade, desde o dia 1.º de janeiro de 2025, com fim do mandato previsto para 31 de dezembro do mesmo ano.

## Economia

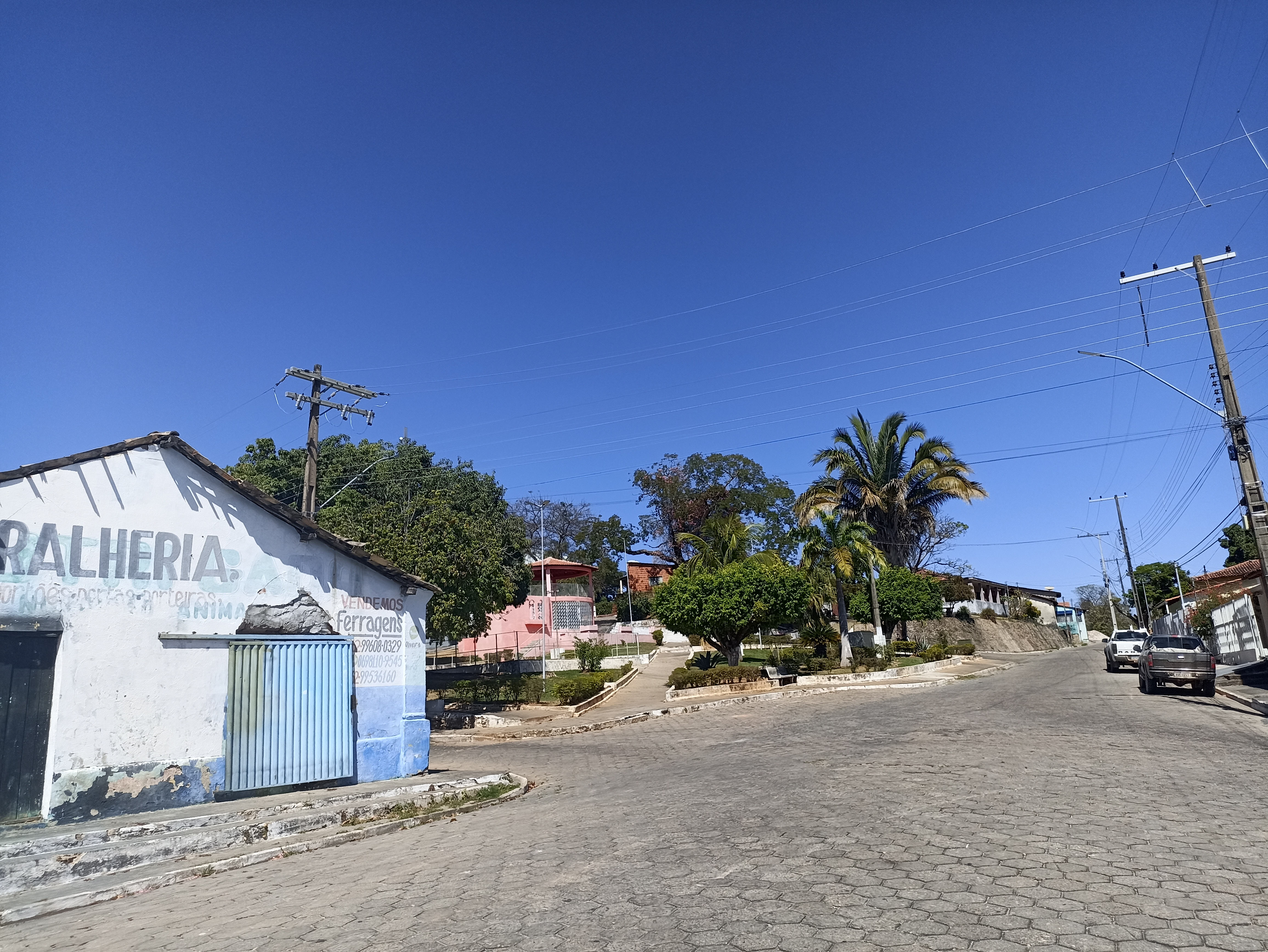
Região central de Arraias

Os principais setores econômicos do município são a agropecuária e o de serviços. O PIB de Arraias em 2021 foi de R$ 223 310 mil e o PIB per capita no mesmo ano foi calculado em R$ 21 263 – o 86º maior do estado e o 3 016º maior do Brasil.
Em 2022, o salário médio mensal foi de 2,3 salários mínimos e a proporção de pessoas ocupadas (1 291 trabalhadores) em relação à população total era de 12,55% (o 78º melhor índice no Tocantins e o 3 657º no país). Considerando domicílios com rendimentos mensais de até meio salário mínimo por pessoa, Arraias tinha 46,5% da população nessas condições (o 55º maior do estado e o 1 952º do Brasil).
O Índice de Desenvolvimento Humano (IDH) de Arraias é 0,651, conforme apurado em 2010 pelo Programa das Nações Unidas para o Desenvolvimento (PNUD).

### Agronegócio
Os principais produtos agrícolas do município são a mandioca, com produção de 2 966 toneladas em 2023, a cana-de-açúcar (2 230 toneladas) e o milho (1 510 toneladas), conforme apurado pelo IBGE. Na pecuária, destacam-se os rebanhos de bovinos, com 281 522 cabeças, aves (16 513 cabeças) e equinos (4 113 cabeças) no mesmo ano.
Em 2023 também houve produção relevante de leite de vaca (11,4 mil litros), de 65 mil dúzias de ovos de galinha e de 1,2 toneladas de cinco toneladas de pescados (tambaqui).

## Educação
Em 2010, Arraias apresentou uma taxa de escolarização de 97,6% (para pessoas de 6 a 14 de anos de idade), o que é considerado o 60º melhor desempenho entre os municípios tocantinenses e o 2 733º melhor no país.

Em 2023, os alunos dos anos iniciais do Ensino Fundamental da rede pública tiveram nota de 4,3 no Índice de Desenvolvimento da Educação Básica (Ideb) – a 114ª melhor nota entre os municípios do estado e o 5 114º melhor desempenho entre as cidades brasileiras. Para os alunos dos anos finais, a nota foi de 5,1 no mesmo indicador – a 15ª maior nota do Tocantins e o 1 695º melhor desempenho entre os municípios do Brasil.